# Nils Bohlin
Nils Ivar Bohlin, född 17 juli 1920 i Härnösand, död 26 september 2002 i Ramfall, Ydre kommun, Östergötland, var utbildad flygingenjör. Bohlin är känd som skaparen av Volvos trepunktsbilbälte.

## Biografi
Bohlin var först anställd på Saabs flygavdelning, där han arbetade med katapultstolar. I slutet av 1950-talet rekryterades Nils Bohlin till Volvo för att arbeta med säkerhet, vilket resulterade i att han vidareutvecklade trepunktsbältet som ursprungligen uppfanns 1951 och patenterades av amerikanerna Roger W. Griswold och Hugh DeHaven.
Den 29 augusti 1958 inlämnade Bohlin patentansökan på sin variant (Säkerhetssele vid fordon, patent-nr SE 227568, beviljad 16 okt 1969). Redan 1961 erhölls patent i Tyskland (Sicherheitsgurt fûr Fahrzeuge, patent-nr DE 1101987, beviljat 10 juli) och 1962 erhölls patent i USA (Safety belt, patent-nr US 3043625A, beviljat 10 juli).
Från 1959 installerades trepunktsbältet som standard i Volvos personbilar modeller Volvo Amazon och Volvo PV 444. Volvos första sålda personbil med trepunktsbältet monterat som standard var en Volvo PV 544 som levererades den 13 augusti 1959 till Volvo-handlaren i Kristianstad. Sedan introduktionen och standardiseringen av Nils Bohlins version av trepunktsbältet i Volvos personbilar 1959, har trepunktsbältet numera blivit standard på samtliga personbilar som tillverkas idag.
Nils Bohlin belönades 1995 med Kungliga Ingenjörsvetenskapsakademiens guldmedalj "för hans utveckling av trepunktsbältet för bilar".
På Saab arbetade Bohlin tillsammans med Martin Andersson vilken var en av ledarna i arbetet med katapultstolar.